# FTL: Faster Than Light
FTL: Faster Than Light es un videojuego de estrategia en tiempo real y estilo roguelike desarrollado en forma independiente por Subset Games y publicado el 14 de septiembre de 2012. En el juego, el jugador controla la tripulación de una nave espacial, y debe transportar información vital de la flota aliada a lo largo de varios sistemas estelares mientras es perseguido por fuerzas rebeldes y otros grupos hostiles.
FTL fue concebido inicialmente por Justin Ma y Mattew Davis, los dos únicos desarrolladores de Subset Games, como un concepto para competiciones de empresas desarrolladoras de juegos independientes. Luego de recibir críticas positivas en estos eventos, Ma y Davis decidieron llevar el juego a Kickstarter, en donde recaudaron más de 20 veces lo necesario. Desde su publicación en 2012, FTL ha sido un éxito comercial y con la crítica, y es el primer juego en hacerlo luego de haber sido financiado completamente a través de crowdfunding.

## Juego
En FTL, el jugador controla una nave espacial capaz de viajar a velocidades superlumínicas (faster-than-light en inglés). La nave es parte de la Federación, la cual está a punto de colapsar luego de perder una guerra con fuerzas rebeldes que abogan la supremacía humana. La tripulación de la nave intercepta un paquete de datos que contiene información que podría causar caos entre los rebeldes y aseguraría una victoria de la Federación. El objetivo del juego es llegar al cuartel general de la Federación, el cual se encuentra esperando a varios sistemas espaciales de distancia, al mismo tiempo que se debe evitar ser destruido o capturado por los rebeldes.
Al comenzar, el jugador debe elegir una nave espacial que viene con varios cuartos en donde se encuentran sistemas específicos de la nave (motores, armas, soporte de vida, etc.), y la tripulación. El juego genera en forma aleatoria varios sectores espaciales, con unos veinte puntos de interés en cada uno. El jugador debe viajar por encima de la velocidad de la luz entre estos puntos, por lo general sin saber lo que le espera en cada uno de ellos, hasta alcanzar la "salida" que lleva al siguiente sector hasta que finalmente llegar al sector de la Federación.
Los puntos pueden incluir tiendas en las que el jugador puede comprar sistemas para sus nave, municiones, reclutar tripulantes, y hacer reparaciones de su casco a cambio de chatarra (la moneda en el juego). Otros puntos pueden ser la fuente de llamadas de emergencia por parte de naves que se encuentran varadas o trampas de rebeldes u otros grupos hostiles. Algunos destinos pueden presentar peligros ambientales que afectan negativamente a la nave o sus funciones: los campos de asteroides dañan en forma continua a las naves, las nébulas disturban los sensores, y los destellos de estrellas gigantes causan incendios dentro de la nave. Naves hostiles pueden aparecer en estos lugares y en muchos casos atacan al jugador y deben ser destruidas o atacadas hasta que ofrezcan su rendición. Durante los ataques el juego se convierte en un simulador de combate espacial en tiempo real en el que el jugador puede pausar el juego para evaluar la situación y dar órdenes.
Durante las escenas de combate, el jugador puede administrar los sistemas de la nave distribuyendo energía, ordenando a la tripulación a que repare estaciones o cuartos específicos, y dispare armas contra la nave enemiga. Cuando un ataque de cualquiera de los dos bandos es exitoso puede causar daños a los sistemas de las naves, deshabilitando sus funciones hasta que sean reparados por la tripulación, dejar averías en el casco que de no ser reparadas por la tripulación comienza a expulsar oxígeno al espacio, ocasionar un incendio dentro de la nave que no se detiene hasta que es extinto por la tripulación o se queda sin oxígeno e provocar daños directos al casco, el cual reduce los puntos de vida del casco (estos pueden ser recuperados en las tiendas, bases aliadas, eventos aleatorios y con robots de reparación de casco). Las naves son destruidas una vez que sus puntos de vida son reducidos a cero, o vencidas cuando toda su tripulación es eliminada. Cuando el jugador sale victorioso recibe recursos para realizar compras varias, mejoras a su nave o sus capacidades de combate, mientras que una victoria del enemigo resulta en la terminación del juego, borrando la partida guardada y obligando al jugador a empezar de nuevo. El jugador también puede evitar un combate al realizar el salto a otro punto luego de que el motor de la nave haya cargado.
En un principio solo se tiene acceso a una nave, el crucero Clase Kestrel. Al completar objetivos se pueden desbloquear hasta ocho naves más. Cada nave tiene un diseño secundario - una combinación de colores diferente, otro tipo de equipos, y otra tripulación - que también se pueden desbloquear al cumplir objetivos. Cada diseño de nave se enfoca en un estilo de juego diferente; la lista incluye naves especializadas en combate, sistemas de androides, sigilio, y otros. FTL también cuenta con un sistema de logros que no tienen ningún impacto en el juego en sí. El juego también permite al usuario instalar modificaciones para alterar cualquiera de las configuraciones de las naves.

## Desarrollo
FTL fue producto del equipo de desarrollo de dos personas de Subset Games, Matthew Davis y Justin Ma. Ambos son exempleados del estudio de Shanghái de 2K Games, en donde se conocieron y se hicieron amigos. Ma, quién se considera un maestro de muchos oficios, se había cansado de trabajar en un estudio grande, y luego de viajar al Game Developers Conference en San Francisco y haber visto el Independent Games Festival, se dio cuenta de que quería convertirse en un desarrollador independiente. Davis había dejado 2K Games a principios de 2011, y luego de viajar en bicicleta por China, regresó y se unió a Ma, quién también había renunciado recientemente, y comenzaron a trabajar en los cimientos de FTL. Acordaron que trabajarían en el desarrollo del juego durante un año y si sus esfuerzos no rendían frutos, entonces se dedicarían a hacer otras cosas.
La idea del juego fue inspirada en juegos de mesa tales como Battlestar Galactica: The Board Game, y videojuegos que no son de estrategia como Star Wars: X-Wing, donde el jugador debía administrar y asignar la energía en su nave para poder manejar las situaciones que se presenten de la mejor manera posible. A diferencia de la mayoría de los simuladores espaciales, "el concepto era algo tan simple como querer poner al jugador en el asiento del comandante en lugar que el del piloto", según Davis, y, en las palabras de Ma, hacer que "el jugador se sienta como si fuera el Capitán Picard dando instrucciones a sus ingenieros para que vuelvan a activar los escudos". La intención del juego era hacer que se sienta como una "misión suicida", y ajustaron varios elementos del juego para anticipar un índice de éxito del 10%. Utilizaron a Super Meat Boy como ejemplo de un juego diseñado para ser "difícil, pero no frustrante", según Ma, resaltando que prácticamente no había nada que evitara que los jugadores reiniciaran el juego luego de un intento fallido; al considerar que perder en FTL significaba que el jugador debía reiniciar el juego, sintieron que no debía haber barrera alguna para que el jugador pueda comenzar un nuevo juego. También consideraban que cada derrota era una experiencia de aprendizaje para el jugador, proporcionándole el conocimiento necesario para saber que batallas deben luchar o cuando abandonar una batalla inganable. El efecto permanente de los errores en cada jugada eran un elemento crucial que querían incluir, y ciertos elementos como la muerte permanente enfatizaban este enfoque.
Las versiones preliminares usaron recursos de arte primitivos para permitirles enfocarse en el juego. Esto les ayudó a enfocarse en permitir que los jugadores se dediquen más en desarrollar a los personajes que controlaban, permitiendo así que su imaginación llene los espacios que en su momento los gráficos no hacían. Recién comenzaron a enfocarse en el arte seis meses después de iniciado el desarrollo, cuando se acercaba el Game Developers Conference de agosto de 2011 en China; Ma y Davis planeaban mostrar el juego en el Independent Games Festival de GDC de ese año. El juego llegó a ser finalista en la competencia del IGF en China, y a partir de esto fue que la prensa comenzó a dar cobertura sobre el juego. La revista PC Gamer ofreció un adelanto del juego que creó incluso más anticipación por el título para el Independent Games Festival en el 2012 Game Developers Conference de marzo de 2012. El servicio de juegos en la nube OnLive incluyó a FTL y otros finalistas del Independent Games Festival durante las semanas cercanas a la conferencia. Durante el festival, FTL fue nominado al Premio Mayor y al premio a la Excelencia en Diseño, y aunque no ganó ninguno de los dos, estas nominaciones sirvieron para atraer aún más atención al juego. Davis consideraba que la participación del juego en estas competiciones era importante para mantener el desarrollo del videojuego según el plazo que tenían estipulado, ya que los jueces y periodistas estarían esperando prototipos jugables de FTL.  Davis creía que la publicidad que generaba el ser parte de estas competiciones, incluso si no eran nominados a un premio, ayudaron a que el público en general se interese más en FTL.
Subset Games había planeado inicialmente trabajar en el juego por un periodo de más o menos tres meses luego de haber ahorrado lo suficiente para cubrir sus gastos por aproximadamente un año.  La atención adicional que estaba recibiendo el juego los obligó a extender el desarrollo, convirtiéndolo en un proceso de dos años, y fue así que acudieron a Kickstarter para poder financiar los últimos retoques del juego además de todos los costos asociados con su lanzamiento, por lo que fijaron un objetivo de financiamiento de US$ 10.000. El momento en el que iniciaron su campaña en Kickstarter fue muy propicio, ya que siguieron los pasos de la exitosísima campaña de Double Fine Adventure en marzo de 2012, además de que atrajeron la atención de importantes desarrolladores como Ken Levine y Markus Persson; con este salto en interés en juegos financiados con micromecenazgo, Subset Games pudo recolectar un total de US$200.000 en la campaña. FTL se convirtió en uno de los primeros juegos de surgir de este grupo de juegos financiados de esta manera, y demostró que este tipo de mecanismos de financiamiento pueden servir para apoyar el desarrollo de videojuegos.
Con este financiamiento extra, Subset consideró la posibilidad de agregar más contenido al juego a cambio de posponer la fecha de lanzamiento. Finalmente optaron por hacer pequeñas mejoras al juego, extendiendo así el periodo de desarrollo por tan solo un mes, e indicando que utilizarían el resto de los fondos del kickstarter para desarrollo futuro del proyecto. Los fondos adicionales les permitieron pagar las licencias de librerías y applicaciones middleware para mejorar el desempeño del juego. Además, pudieron tercializar otros recursos del juego; en este sentido se destacan los guiones adicionales y el diseño del mundo que fueron realizados por Tom Jubert (Penumbra, Driver: San Francisco), mientras que la música fue compuesta por Ben Prunty. Prunty se puso en contacto con Subset Games a través de otro desarrollador de videojuegos, Anton Mikhailov, el cual era un amigo en común entre Prunty y Davis. Prunty ya había compuesto un par de pistas musicales para Subset antes del Kickstarter, pero con su éxito, finalmente pudieron pagarle por una banda sonora completa. Prunty retuvo los derechos sobre la banda sonora, y desde entonces ha podido distribuirla a través de Bandcamp. Prunty quería crear una banda sonora interactiva que cambiase cada vez que el jugador entraba o salía de una batalla; para este propósito compuso una versión de "Exploración" (fuera de combate) más calmada para cada canción, y sobre esa base creó una versión de "Batalla" de mayor impacto. Dentro del juego, ambas versiones de la canción suenan a la vez, y el juego se encarga de realizar la transición de las versiones según la acción que se presente.
Subset Games ha indicado que probablemente no creen una secuela directa a FTL, aunque futuros juegos que tienen en planes puede que incluyan conceptos similares a los que fueron introducidos en FTL.  Es poco probable que utilicen Kickstarter como método de financiamiento, ya que han logrado recaudar suficiente dinero a través de las ventas de FTL para poder continuar financiando proyectos futuros.

## FTL: Advanced Edition
En noviembre de 2013, Subset anunció que FTL: Advanced Edition se encontraba en desarrollo, y que añadiría varios nuevos eventos, naves, equipos y otras características al juego. Esta versión fue lanzada el 3 de abril de 2014 como una actualización gratuita para aquellos que ya tengan FTL, y como un lanzamiento por separado para el iPad, con la posibilidad de futuros lanzamientos en otras plataformas móviles. Chris Avellone fue anunciado como un 'escritor invitado especial' en el proyecto. Una importante adición al juego es la de una nueva raza jugable, los Lanius, formas de vida metálica que reducen los niveles de oxígeno en cualquier cuarto en el que se encuentren.
Componentes adicionales añadidos al juego incluyen una "Bahía de Clonación" que reemplaza a la bahía médica creando clones de miembros de la tripulación muertos a cambio de una pequeña penalización en contra de sus habilidades, drones hackers que pueden atacar sistemas específicos en una nave enemiga, unidades de control de mentes para convertir a tripulaciones enemigas, y sistemas de baterías para proveer breves impulsos de energía en situaciones tensas. Un modo de dificultad adicional (hard) también está disponible. Todos estos elementos de contenido de la expansión pueden ser deshabilitados dentro del juego si así se lo prefiere.

## Recepción
FTL fue recibido con críticas positivas, siendo aclamado por su naturaleza cautivante y su capacidad de despertar la imaginación de jugadores para que se vean a sí mismos como capitanes de sus propias naves interestelares. El contexto y estilo del juego han sido comparados con varias obras de ciencia ficción; Ben Kuchera de Penny Arcade Report se refiere a FTL como el "Firefly a través del género rogue-like", mientras que otros lo han comparado con Star Trek, Star Wars y Battlestar Galáctica.
PC Gamer nombró a FTL como el juego del año en 2012. El juego recibió el premio a la "Excelencia en Diseño" como también el "Premio del Público", y fue uno de los finalistas para el Gran Premio Seumas McNally en la 15.a entrega anual del Independent Games Festival. También fue nombrado como el Mejor Juego Nuevo en los Game Developers Choice Awards de 2013.
Aunque la recepción del juego ha sido por lo general positiva, algunos analistas han criticado el nivel de dificultad del juego. Sparky Clarkson de GameCritics escribió: "FTL es un juego absurda y cruelmente difícil". La revista Edge, pese a tener muchos halagos para el juego, indicó que "En ocasiones FTL puede sentirse como un castigo".
La banda sonora del juego fue nominada como Mejor Música y Mejor Sonido en un Juego de PC en los premios de IGN de 2012. Además, fue reconocida como una de las Mejor Bandas Sonoras de Videojuegos de 2012 por Kotaku, una de las Diez Mejores Bandas Sonoras de Videojuegos de 2012 por parte de The Game Scouts, una de las 25 Mejores Bandas Sonoras de Videojuegos en Bandcamp por parte de la revista Complex y una de las Mejores Bandas Sonoras Oficiales del Año 2012 por parte de NeoGAF.